# Анастасьевы
Анастасьевы — дворянский род.
Предки фамилии Анастасьевых издревле служили в Мореи под Венецианским владением и пользовались преимуществами знатного достоинства. Потомок сего рода Анастасий, происшедший от знаменитейших в Мореи приматов, владел недвижимым имением, и находясь в Архипелаге, во время войны с Оттоманской Портой, оказал России многие услуги.
Сын его Коллежский Советник Николай Анастасиев с братьями своими, вступя в Российское подданство, служил Российскому Престолу с усердием и был в разных походах и сражениях против неприятеля, и наконец по доказательствам о своем дворянстве, род их внесен в дворянскую родословную книгу Санкт-Петербургской губернии.
Его сын, Константин Николаевич (1792—1879) — инженер путей сообщения, генерал-лейтенант, внесён во вторую часть родословной книги Таврической губернии. Его сын Александр Константинович (1837—1900) — российский государственный деятель. Виктор Константинович (1836—1897) — офицер, юрист и меломан, действительный статский советник, был организатором музыкального центра на юге России.

## Описание герба
Щит разделён на четыре части, из коих в первой в зелёном поле изображена золотая сабля. Во второй части в красном поле три золотые звезды. В третьей части в красном же поле серебряный столб, обвитый лавровой ветвью. В четвёртой части в голубом поле серебряный якорь.
Щит увенчан дворянским шлемом и короной. Намёт на щите голубой и серебряный, подложенный золотом и красным. Щит держат единорог и лев. Герб внесён в Общий гербовник дворянских родов Всероссийской империи, часть 6, 1-е отделение, стр. 146.